# Inside The Smiths
Inside The Smiths er titlen på den første officielle dokumentar om det britiske band The Smiths; udgivet d. 16 juli på DVD. Filmen, som havde premiere i hjembyen Manchester, er instrueret af Stephen Petricco, som er en god ven af Andy Rourke og Mike Joyce – begge tidligere medlemmer af The Smiths – hvem er folkene bag filmen, som er optaget i UK, Europa og USA. Johnny Marr el. Morrissey ønskede ikke at medvirke i foretagnet; derfor ligger filmens synsvinkel hos Rourke og Joyce. Filmen byder også på bidrag – i form af interviews – fra Ricky Wilson og Nick Hodgson fra Kaiser Chiefs, Pete Shelley fra The Buzzcocks og Mark E Smith fra The Fall.